# Darwinivelia forsteri
Darwinivelia forsteri är en insektsart som beskrevs av Andersen och Polhemus 1980. Darwinivelia forsteri ingår i släktet Darwinivelia och familjen vattenspringare. Inga underarter finns listade i Catalogue of Life.